# 徐傍興
徐 傍興（中国語: 徐傍興、1909年1月29日 - 1984年8月3日）は、台湾の医師、客家。彼は美和高等学校（中国語: 屏東縣私立美和高級中學）の創設者である。

## 概要
彼は国立台湾大学の教授だった。後に徐外科病院を設立した。中年、彼は美和高等学校を設立した。1984年に死去。